# EN103
.

Marco miriamétrico, assinalando o trajeto inicial de 1945 da Estrada Nacional n.º 103

A EN 103  é uma Estrada Nacional que integra a rede nacional de estradas do Plano Rodoviário Nacional.
A EN 103 foi criada pelo Plano Rodoviário Nacional de 1945 (PRN 45 - Plano Rodoviário Nacional 1945), classificada em projeto como estrada nacional de 1º classe, com uma extensão de 263 Km e um desnível positivo de 6224 m. 
A EN103 é uma estrada que liga o litoral minhoto ao interior trasmontano. Começa em Neiva, perto de Viana do Castelo, onde entronca com a EN13, e prolonga-se por uma paisagem multifacetada pelo Este do Alto Minho, e por toda a zona Norte de Trás-os-Montes.
A N103 estende-se por de 263 quilómetros, e atravessa o Norte de Portugal, a partir do litoral minhoto, na localidade de Neiva, em Viana do Castelo, até à cidade de Bragança, passando por Barcelos, Boticas, Braga, Chaves, Esposende, Montalegre, Póvoa de Lanhoso, Valpaços, Viana do Castelo, Vieira do Minho e Vinhais.
Constituiu um projecto de Estrada Nacional que percorresse toda a fronteira Norte de Trás-os-Montes com a Espanha, ligando as principais localidades raianas, das quais apenas Montalegre não é contemplada, já que a EN103 não a serve directamente. Paralela à EN103, e com o propósito semelhante de acompanhar a fronteira passando no entanto por localidades de menor grandeza, existe a EN308, projecto este nunca terminado, constituindo o seu traçado uma manta de retalhos, dadas as inúmeras interrupções de percurso.

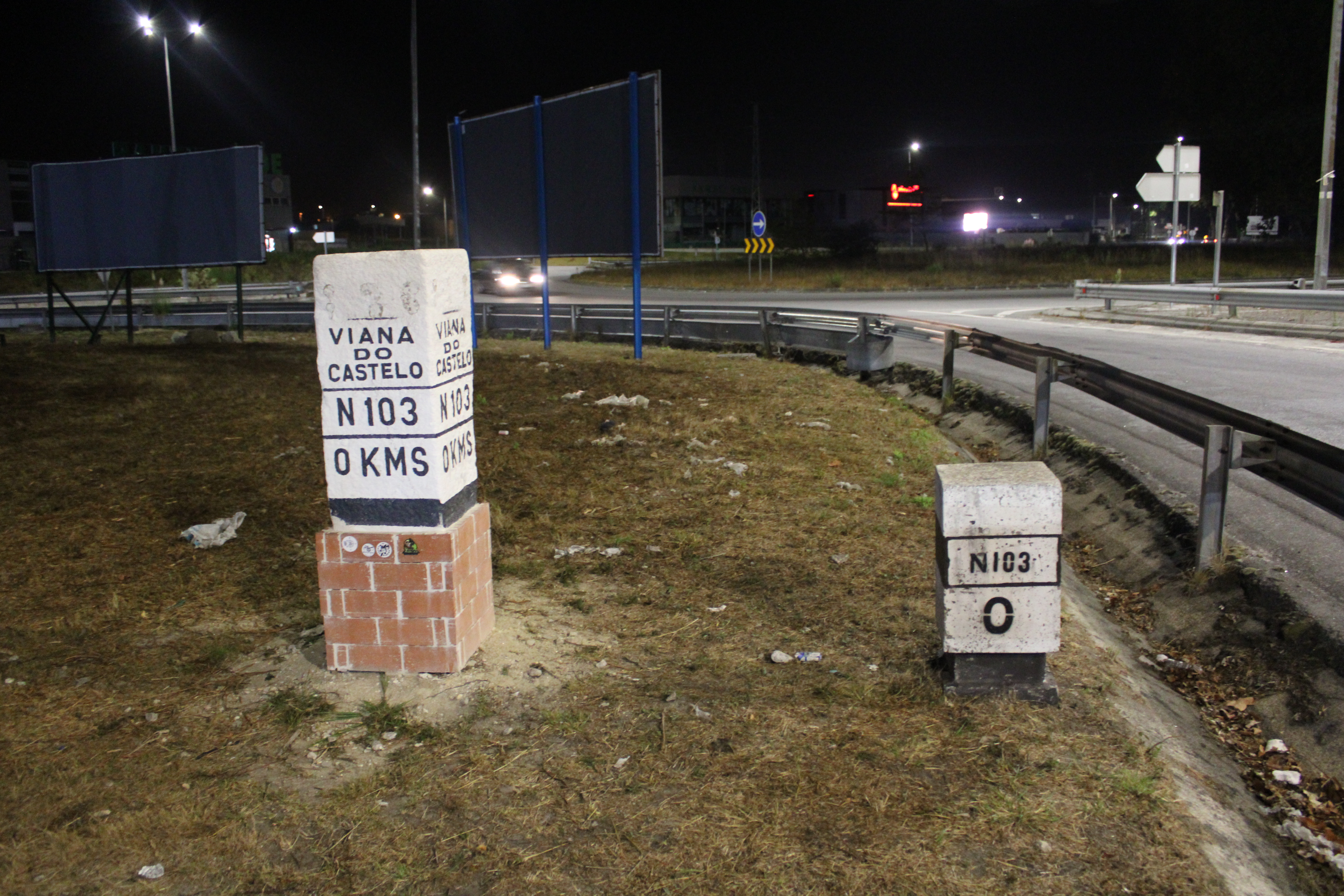
Início da EN103 em Neiva

Pela sua dimensão e localização, a EN103 oferece uma viagem dura e sinuosa em grande parte do seu trajecto, mas de um encanto ímpar. Atravessa os seguintes rios:
- Rio Neiva - Em Forjães
- Rio Cávado - Entre Barcelos e Barcelinhos;
- Rio Tâmega - Em Chaves;
- Rio Rabaçal - Em Rebordelo;
- Rio Tuela - Perto de Soeira;
- Rio Baceiro - Perto de Castrelos.

Entre Sapiãos e Chaves, a EN103 foi municipalizada, sendo agora uma estrada municipal.

## Percurso

### São Romão de Neiva – Bragança(inclui troços desclassificados)
| Nome da saída/Localidade intermédia | Município        | Estrada que liga                        | Designação oficial |
| ----------------------------------- | ---------------- | --------------------------------------- | ------------------ |
| São Romão de Neiva                  | Viana do Castelo | N 13                                    | N 103              |
| Forjães                             | Esposende        |                                         | N 103              |
| Feitos                              | Barcelos         |                                         | N 103              |
| Vilar do Monte                      | Barcelos         |                                         | N 103              |
| São Martinho de Vila Frescainha     | Barcelos         | N 204, N 103-1                          | N 103              |
| Adães                               | Barcelos         |                                         | N 103              |
| Encourados                          | Barcelos         | A 11 , IC 14                            | N 103              |
| Martim                              | Barcelos         | N 205-4, A 13                           | N 103              |
| Braga                               | Braga            | A 11 , IC 14 , N 14, N 101              | N 103              |
| Rendufinho                          | Póvoa de Lanhoso |                                         | N 103              |
| Serzedelo (Póvoa de Lanhoso)        | Póvoa de Lanhoso |                                         | N 103              |
| Tabuaças                            | Vieira do Minho  | N 304                                   | N 103              |
| Salamonde                           | Vieira do Minho  |                                         | N 103              |
| Ruivães (Vieira do Minho)           | Vieira do Minho  |                                         | N 103              |
| Barragem da Venda Nova              | Montalegre       | N 103-8                                 | N 103              |
| Venda Nova (Montalegre)             | Montalegre       | ER 311-1                                | N 103              |
| Barragem do Alto Rabagão            | Montalegre       |                                         | N 103              |
| Parafita                            | Montalegre       |                                         | N 103              |
| Chã                                 | Montalegre       | N 103-9                                 | N 103              |
| Aldeia Nova do Barroso              | Montalegre       |                                         | N 103              |
| Sapiãos                             | Boticas          | N 312                                   | N 103              |
| Chaves                              | Chaves           | N 2, N 213, ER 314, A 24 , IP 3 , E 801 | N 103              |
| Águas Frias (Chaves)                | Chaves           |                                         | N 103              |
| Bolideira (Chaves)                  | Chaves           |                                         | N 103              |
| Tronco (Chaves)                     | Chaves           |                                         | N 103              |
| Lebução                             | Valpaços         |                                         | N 103              |
| Rebordelo (Vinhais)                 | Vinhais          | N 315                                   | N 103              |
| Curopos                             | Vinhais          |                                         | N 103              |
| Sobreiró de Cima                    | Vinhais          |                                         | N 103              |
| Vinhais                             | Vinhais          | N 316                                   | N 103              |
| Vila Verde (Vinhais)                | Vinhais          | N 316                                   | N 103              |
| Bragança                            | Bragança         | N 217, A 4 , IP 4 , E 82                | N 103              |

## Variante a Barcelos - Saídas
| Nome da Saída/Localidade Intermédia | Estrada que liga |
| ----------------------------------- | ---------------- |
| Neiva                               | EN13             |
| Barcelos                            | EN103-1          |
| Barcelinhos                         | EN205 A 11       |

## Variante Norte de Bragança - Saídas (reclassificada comoN103em2014)
| Nome da saída/localidade intermédia     | Estrada que liga |
| --------------------------------------- | ---------------- |
| Bragança sul - Nogueira                 | N15              |
| Bragança oeste - Vinhais                |                  |
| Bragança norte - Puebla de Sanabria (E) | N103-7           |
| Bragança este - Gimonde                 | N218             |
| Quinta da Seara                         | M571             |
| Porto - Vila Real                       | A 4 IP 4         |
| Quintanilha - Zamora (Espanha)          | A 4 IP 4         |

## Ramais
EN103-1: Barcelos - Esposende
EN103-2: Sequeira - Ronfe
EN103-3: Para o Bom Jesus
EN103-4: Para a barragem de Salamonde
EN103-5: Chaves (proximidades) - (fronteira)
EN103-6: Sobreiró - Gestosa (proximidades)
EN103-7: Bragança - Portelo (fronteira)
EN103-8: Barragem da Venda Nova - Vila Nova
EN103-9: Castanheira - Sendim

## Rota Estrada Nacional
A rota das estradas nacionais de Portugal é um movimento e uma lista de estradas recomendadas para viajar em 2 rodas, permitindo recolher e disfrutar de gastronomia, cultura e locais de significativo interesse.  
A   N 103  está classificada como Rota Estrada Nacional